# デイライツ・エンド
『デイライツ・エンド』（原題：Daylight's End）は、2016年のアメリカのアクションホラー映画で、監督はウィリアム・カウフマン、脚本はチャド・ロー。
主演のジョニー・ストロングは、終末世界のテキサスに住む流れ者で、ランス・ヘンリクセン、ルイス・マンディロア、ハキーム・ケイ＝カジームが演じる生存者が安全な場所に脱出するのを手助けしようとする。総合格闘家のクシシュトフ・ソシンスキーは、彼らを殺そうとする吸血鬼のような生き物のリーダーを演じている。

## あらすじ
吸血鬼のような生き物に襲われて荒廃した終末後の世界を彷徨うトーマス・ロークは、ダラスの警察署に立てこもった生存者を助けることに同意する。

## キャスト
- ※括弧内は日本語吹替
- トーマス・ルーク - ジョニー・ストロング（大塚智則）
- チーフのフランク・ヒル - ランス・ヘンリクセン（龍波しゅういち）
- イーサン・ヒル - ルイス・マンディロア（庄司然）
- クリス - ハキーム・ケイ＝カジーム（西垣俊作）
- アルファ - クシシュトフ・ソシンスキー
- デュガン - クリス・カーソン
- サム・シェリダン - チェルシー・エドマンドソン（兼田めぐみ）
- ドリュー - ゲイリー・ケアンズ（長谷部忠）
- バートン - マーク・ハンソン
- アーネスタ - ヘザー・カフカ

## 製作
最初の構想は、Project Greenlightに脚本を提出したChad Lawによるものだった。撮影は、ダラス市庁舎をはじめとしたダラス市内や、テキサス州のルート66を中心に行われた。影響を受けた作品は、『マッドマックス2』、『ジョン・カーペンターの要塞警察』、『28日後...』、小説『地球最後の男』など。

## 公開
本作は、4月に開催された2016年ダラス国際映画祭でプレミア上映された。ヴァーティカル・エンターテインメントが2016年8月26日に米国で劇場公開した。アラブ首長国連邦では11,257ドルの興行収入を記録した。ホームビデオでは、106,032ドルもの興行収入を記録した。

## 評価
"ブラッディ・ディスガスティング"のMike Wilsonは、「『デイライツ・エンド』は知的でも独創的でもないが、それでも楽しい娯楽作品である」と書いている。Screen AnarchyのHugo Ozmanは、「堅実なスリラーであり、カウフマンには大予算の映画を監督する機会を与えるべきだ」と述べている。Ain't It Cool NewsのMark L. Millerは、「この映画は基本的に1980年代様々なアクション映画をコピーしたものだが、それを補うだけのよく撮られたアクションシーンがある」と述べている。